# Trachurus trecae
Trachurus trecae is een straalvinnige vis uit de familie van horsmakrelen (Carangidae) en behoort derhalve tot de orde van baarsachtigen (Perciformes). De vis kan maximaal 35 cm lang en 2000 gram zwaar worden. 

## Leefomgeving
Trachurus trecae komt in zeewater en brak water voor. De vis prefereert een tropisch klimaat en leeft hoofdzakelijk in de Atlantische Oceaan. De diepteverspreiding is 20 tot 100 m onder het wateroppervlak. 

## Relatie tot de mens
Trachurus trecae is voor de visserij van groot commercieel belang. In de hengelsport wordt er weinig op de vis gejaagd. 
Voor de mens is Trachurus trecae ongevaarlijk.